# Hockeria brachygaster
Hockeria brachygaster är en stekelart som beskrevs av Boucek 1956. Hockeria brachygaster ingår i släktet Hockeria och familjen bredlårsteklar.
Artens utbredningsområde är:
- Libya.
- Israel.
- Turkiet.

Inga underarter finns listade i Catalogue of Life.